# Elisabethsjukhuset

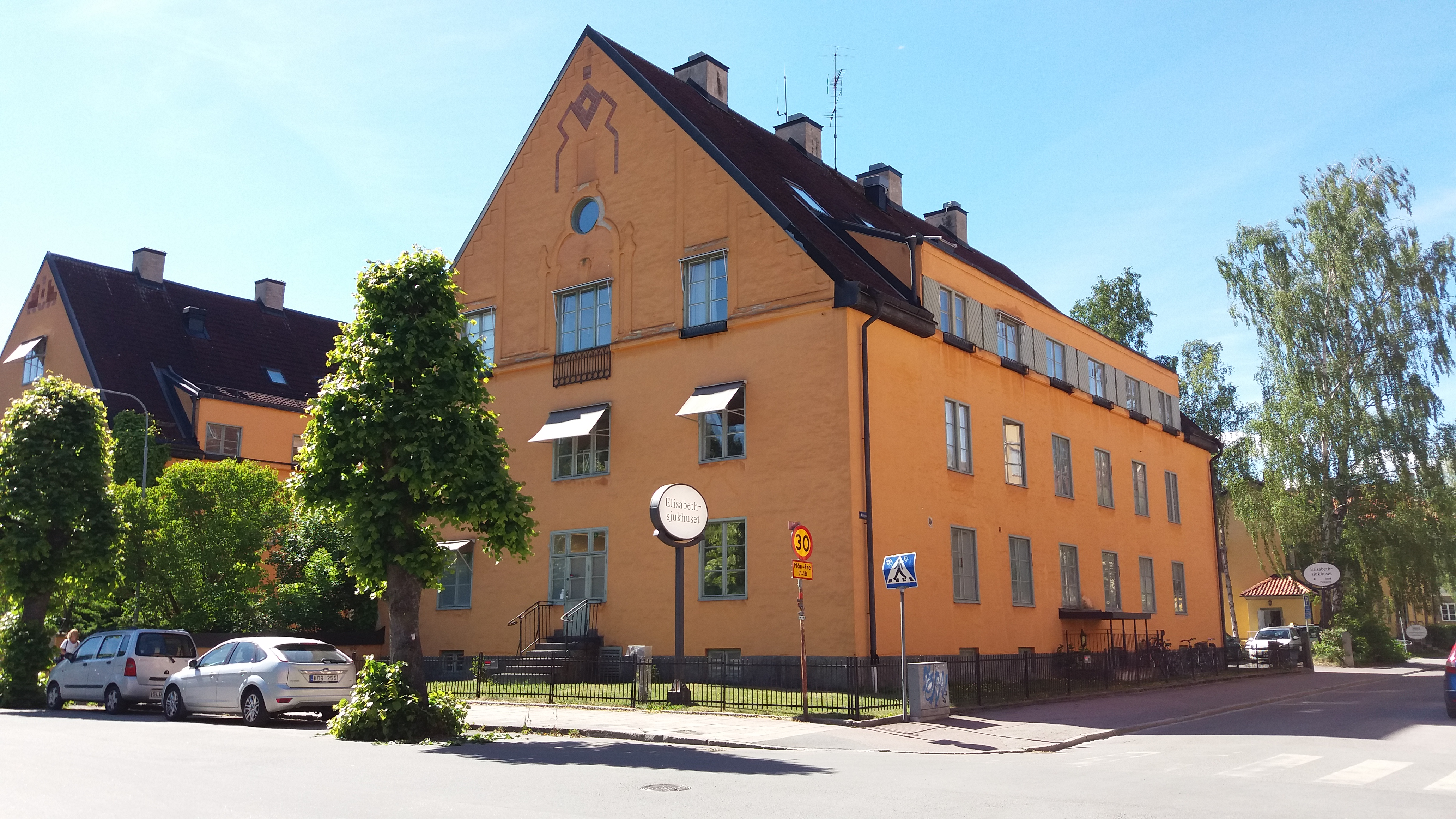
Elisabethsjukhuset

Elisabethsjukhuset är ett privat sjukhus i stadsdelen Luthagen i Uppsala.
Sjukhuset är en del av Aleris Healthcare och har specialister främst i kirurgi, särskilt ortopedisk kirurgi. Sjukhuset har ett 60-tal anställda och omsätter 90 miljoner kronor per år.

## Historik[1]
- 1902 Stiftelsen Upsala Myror för "mindre bemedlade fruntimmer som sett bättre dagar" bildas. Huvudsaklig målgrupp var änkor till präster, köpmän och ämbetsmän.
- 1910 Elisabethhemmet invigs och ett 20-tal änkor flyttar in. Hemmet får namnet Elisabeth efter den dåvarande borgmästaren Johan von Bahrs mor Elisabeth von Bahr, f. Boström (1838-1914), dotter till lagmannen Erik Samuel Boström på Östanå, syster till statsminister Erik Gustaf Boström och filantropen Ebba Boström samt mor till Eva von Bahr (1874–1962), Sveriges första kvinnliga docent i fysik.
- 1970 Uppsala stad köper Elisabethhemmet vilket först görs till ett dagcenter och sedan till hotell.
- 1989 Uppsalas första privatsjukhus öppnas under namnet Elisabethkliniken.
- 2005 Elisabethsjukhuset blir en del av Aleriskoncernen.